# Douglas Charles Clavering
Douglas Charles Clavering (Édimbourg, 8 septembre 1794-Côtes de la Sierra Leone, juin 1827) est un navigateur et explorateur britannique.

## Biographie
Officier de la Royal Navy, il est en 1823 le capitaine du HMS Griper, qui, sous les ordres de Edward Sabine a entrepris une expédition au Svalbard et au Groenland. Parti de Nore le 11 mai, il atteint le Spitzberg le 30 juin et reconnaît les Iles du Pendule et mène des observations de pesanteur pour mesurer l'aplatissement de la Terre.
En 1825, il devient commandant du Redwing dans une escadre sur les côtes de l'Afrique de l'Ouest à destination de la Sierra Léone, mais le navire disparait en mer avec tout l'équipage.
Il a laissé son nom à une île de l’Est du Groenland qu'il a découverte en juillet 1823, l'Île Clavering.